# Federico Gallego Ripoll
Federico Gallego Ripoll (Manzanares, Ciudad Real, 1953) Poeta y dibujante.

## Biografía
Cursó estudios de turismo en Madrid y de teología en Barcelona. Reside en la isla de Mallorca desde 1995.  Integrante del grupo de poetas que editaron entre 1993 y 1996 los cuadernos de poesía Bauma y miembro fundador, junto con Jordi Virallonga, Concha García y Eduard Sanahuja, del "Aula de Poesía de Barcelona".

## Obra literaria
- Poemas del Condottiero Rialp. Madrid (1981)
- Libro de las metamorfosis Biblioteca de Autores Manchegos. Diputación de Ciudad Real (1985)
- Crimen pasional en la plaza roja Rialp. Madrid (1986)
- Escrito en No Junta de Comunidades de Castilla-La Mancha. Toledo (1986)
- Caín Ediciones Libertarias. Madrid (1990)
- Tarot Ediciones Libertarias. Madrid (1991)
- Tratado de Arquitectura Biblioteca de Autores Manchegos. Diputación de Ciudad Real (1991)
- Ciudad con puerto Ayuntamiento de Albacete (2001)
- La sal Endymión. Madrid (2001)
- Para entrar en la nieve AbeZetario. Diputación de Cáceres (2002)
- Quién, la realidad Hiperión. Madrid (2002)
- La torre incierta Rialp. Madrid (2004)
- Mal de piedra El Toro de Barro. Cuenca (2005)
- Cantos prófugos Fundación Kutxa. San Sebastián (2005)
- Los poetas invisibles (y otros poemas) Visor. Madrid (2007)
- Un lugar donde esperarte (Antología Poética 1981-2007) Biblioteca de Autores Manchegos. Diputación de Ciudad Real (2008)
- Dentro del día, acaso Algaida. Sevilla (2011)
- Cuaderno de Valdepeñas Fundación Grupo A-7. Valdepeñas (2011)
- Quien dice sombra Fundación Jorge Guillén. Valladolid (2017)
- La sombra de Miró (aforismos) Fundación Rafael Pérez Estrada. Málaga (2019)
- Las travesías Renacimiento. Sevilla (2020)
- Jardín Botánico Cuadernos de la Errantía. Madrid (2021)
- La lentitud de la deriva Mahalta -cuadernos-. Ciudad Real (2022)
- El hombre que se creía Marco Polo / O homen que pensava ser Marco Polo (Antología bilingüe portugués-español) Edições Fantasma. Peniche (2023)
- Canciones de colores para niños ciegos Hiperión. Madrid (2024)
- Canciones de colores para niños ciegos (Edición en braille) Servicio Bibliográfico de la ONCE. Madrid (2025)

## Antologías generales en que ha aparecido
- 1983: Cuarta Antología de Adonáis, Luis Jiménez Martos. Rialp
- 1984: Ciudad Real: Poesía Última, Valentín Arteaga. B.A.M., 2.ª edic. 1985
- 1989: Antología General de Adonáis, Luis Jiménez Martos. Rialp
- 1997: Elogio de la diferencia, Antonio Rodríguez Jiménez. Obra social y cultural de Cajasur
- 2002: Mar interior: poetas de Castilla-La Mancha, Miguel Casado. Junta de Comunidades de Castilla-La Mancha
- 2003: Por vivir aquí, Manuel Rico. Bartleby
- 2009: Detrás de las palabras, José María González Ortega. Almud
- 2016: Séptima Antología de Adonáis, Prólogo Luis Alberto de Cuenca. Rialp
- 2016: Cántiga. Poetas de la provincia de Ciudad Real. Primer cuarto del siglo XXI, Nieves Fernández Rodríguez. Ledoria
- 2017: Cardinales, ocho poetas, José Luis Morales. Huerga y Fierro
- 2018: Dios en la poesía actual, José Julio Cabanillas y Carmelo Guillén Acosta. Rialp
- 2018: Piedra y Voz. Castillos y poetas de Castilla-La Mancha, Colección Yedra
- 2020: Brújula, poesía de/en Castilla-La Mancha, Alfonso González-Calero. Almud
- 2020: Los poetas de la Venida, Cristóbal López de la Manzanara. Huerga y Fierro
- 2022: Las mejores palabras. Veinte años del Premio Emilio Alarcos, Prólogo Luis García Montero. Visor
- 2023: Poesía dulce, Cristóbal López de la Manzanara. Isla de Delos
- 2024: Trago-te estes lilases da noite, Carlos Ramos. Ediçoes Fantasma. (2ª Ed. 2025)
- 2025: Razón de la esperanza - Antología nacional de poesía espiritual, María Luz Escuín y Pilar Sanabria. Endymion

## Premios Literarios
- 1985: Accésit del Premio Adonáis por Crimen pasional en la plaza roja
- 1985: Premio Castilla-La Mancha por Escrito en No
- 2000: Premio Barcarola por Ciudad con puerto
- 2000: Premio Feria del libro de Madrid por La sal
- 2002: Premio Jaén de Poesía por Quién, la realidad
- 2004: Premio San Juan de la Cruz por La torre incierta
- 2005: Premio Rincón de la Victoria in memoriam Salvador Rueda por Sinaia
- 2005: Premio Ciudad de Irún por Cantos prófugos
- 2006: Premio de Poesía Emilio Alarcos por Los poetas invisibles (y otros poemas)
- 2011: Premio Ciudad de Badajoz por Dentro del día, acaso
- 2015: Premio de Creación Literaria Villa del Libro  por Quien dice sombra
- 2019: Premio Juana Castro por Las travesías
- 2019: Premio de Aforismos Rafael Pérez Estrada por La sombra de Miró
- 2024: Premio Internacional El Pueblo Libro de poesía infantil ilustrada por Canciones de colores para niños ciegos